# Joachim Christian von der Wahl

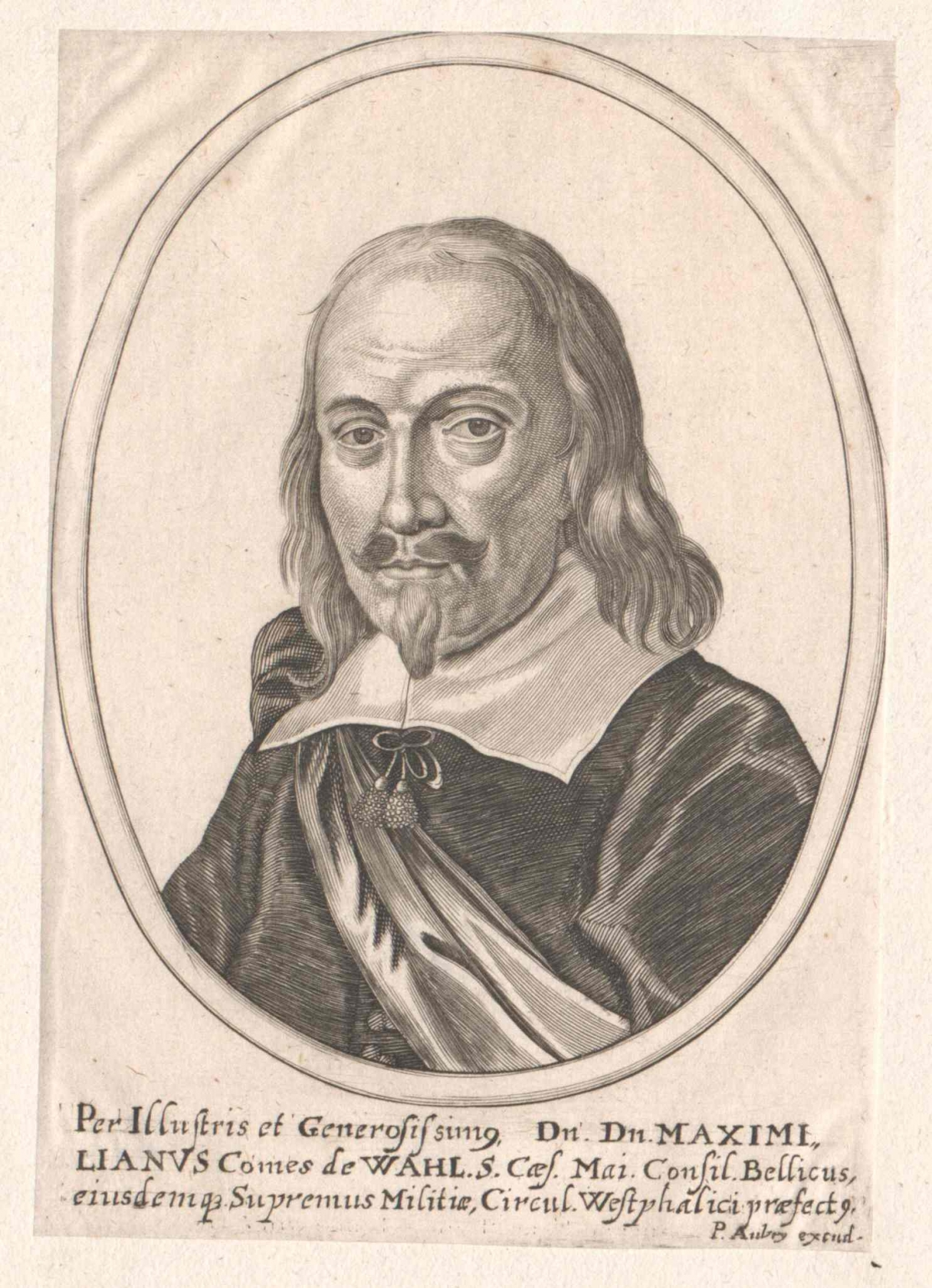
Joachim Christian von der Wahl

Joachim Christian Graf von der Wahl (* 1590 in Allstedt; † 31. August 1644 in Ingolstadt) war ein kurbayrischer Feldmarschall und Statthalter von Ingolstadt. Von 1639 bis 1643 war er Oberbefehlshaber der bayrischen Truppen im Dreißigjährigen Krieg.
Als ursprünglich protestantischer Konvertit erreichte er höchste Ämter auf der katholischen Seite. Gleichzeitig war er Mitglied in der Fruchtbringenden Gesellschaft und stand auch mit protestantischen Fürsten in gutem Kontakt. Trotz schwerer Kriegsverletzungen diente er über zwei Jahrzehnte lang als Offizier im Feld.

## Leben
Von der Wahl wurde in Thüringen in eine protestantische Familie geboren und trat früh zum katholischen Glauben über. Bereits vor Ausbruch des Dreißigjährigen Krieges stand er im Dienst des bayrischen Herzogs und späteren Kurfürsten Maximilian I. Als Hauptmann erlitt er in der Schlacht am Weißen Berg eine so schwere Verletzung am linken Arm, dass dieser amputiert werden musste. Bei der Belagerung Heidelbergs im Jahre 1622 unter dem Oberbefehl Graf Tillys erlitt Wahl eine Schussverletzung im linken Knie, die ihn dauerhaft in seiner Beweglichkeit einschränkte.

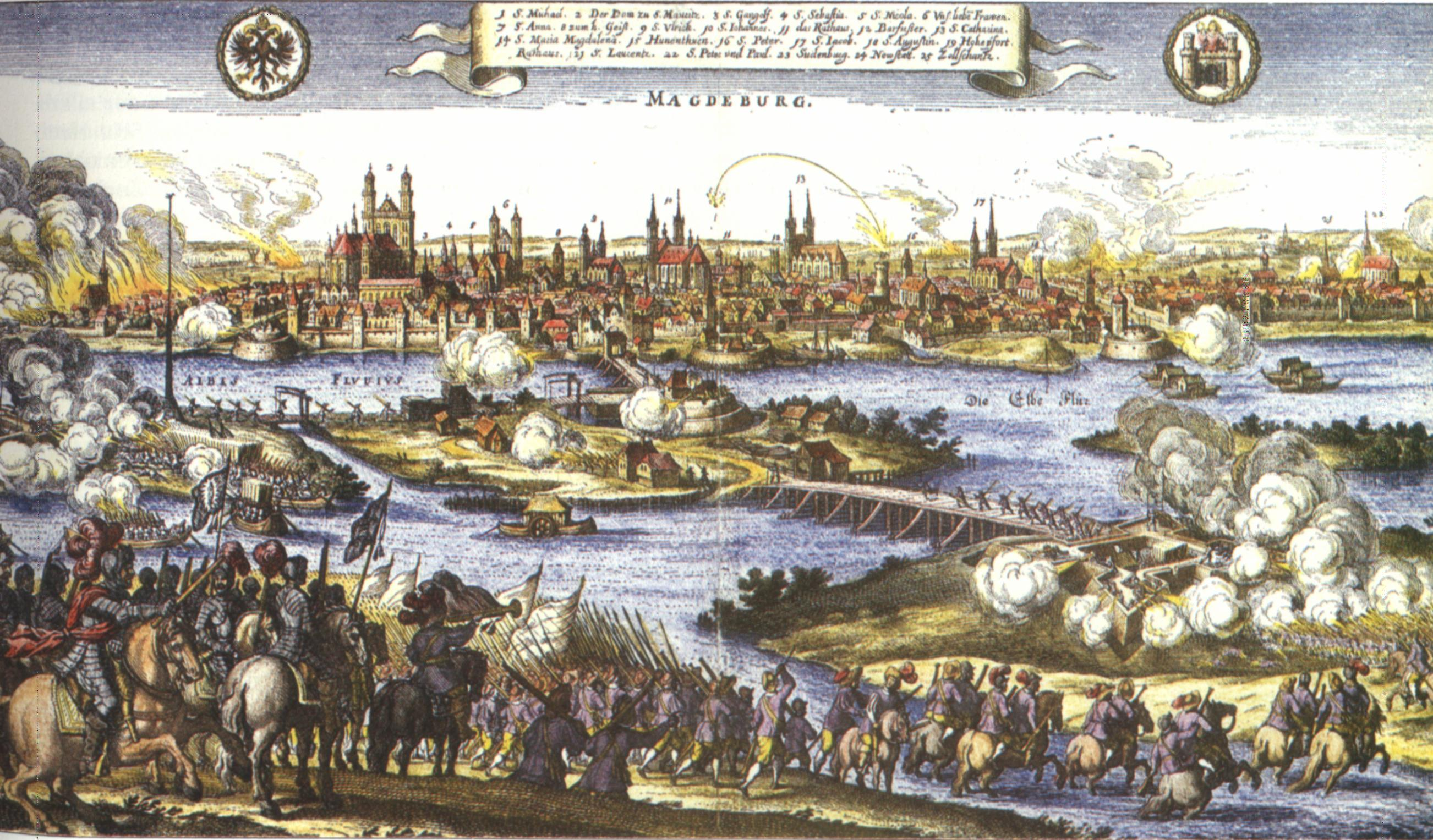
Die Eroberung Magdeburgs 1631, dargestellt im Theatrum Europaeum

Im Jahr 1626 wurde er Obristleutnant und Befehlshaber von Tillys Regiment. Gleichzeitig nahm man ihn unter dem bezeichnenden Namen „Der Anhenkende“ in die Fruchtbringende Gesellschaft auf. Ein Jahr später erfolgte seine Beförderung zum Oberst und 1629 die Übernahme des Regiments des in kaiserliche Dienste gewechselten Matthias Gallas. Er nahm an der Eroberung von Stade 1629 und der Erstürmung Magdeburgs 1631 teil. Über den schrecklichen Ausgang des Angriffs schrieb Wahl an Ernst Casimir von Nassau-Dietz, zu dem er freundschaftliche Kontakte pflegte. In seinem Brief machte Wahl den Stadtkommandanten Dietrich von Falkenberg für das Legen des Brandes verantwortlich, der die Stadt in Schutt und Asche legte.

### General in Schwaben und der Oberpfalz
Nach einem weiteren Einsatz in der Schlacht bei Breitenfeld 1631 stieg Wahl als Generalwachtmeister zu Fuß in den Generalsrang auf. Sein erstes Kommando war in Amberg in der Oberpfalz, das er gegen die Schweden behauptete, die den Rest der Oberpfalz unter Besatzung nahmen. Im Sommer 1632 eroberte er in Schwaben zusammen mit Otto Heinrich Fugger die Städte Rain und Landsberg zurück. Zum Ende des Jahres zog er unter Johann von Aldringen nach Süden. Während Aldringen Memmingen eroberte, zog Wahl vor Kempten, das er erst im vierten Sturmangriff am 12. Januar 1633 einnehmen konnte. Bei der Erstürmung der Stadt wurde die Bevölkerung erbarmungslos niedergemacht. Diejenigen, die sich in die Burghalde gerettet hatten, mussten sich für hohe Geldsummen freikaufen.

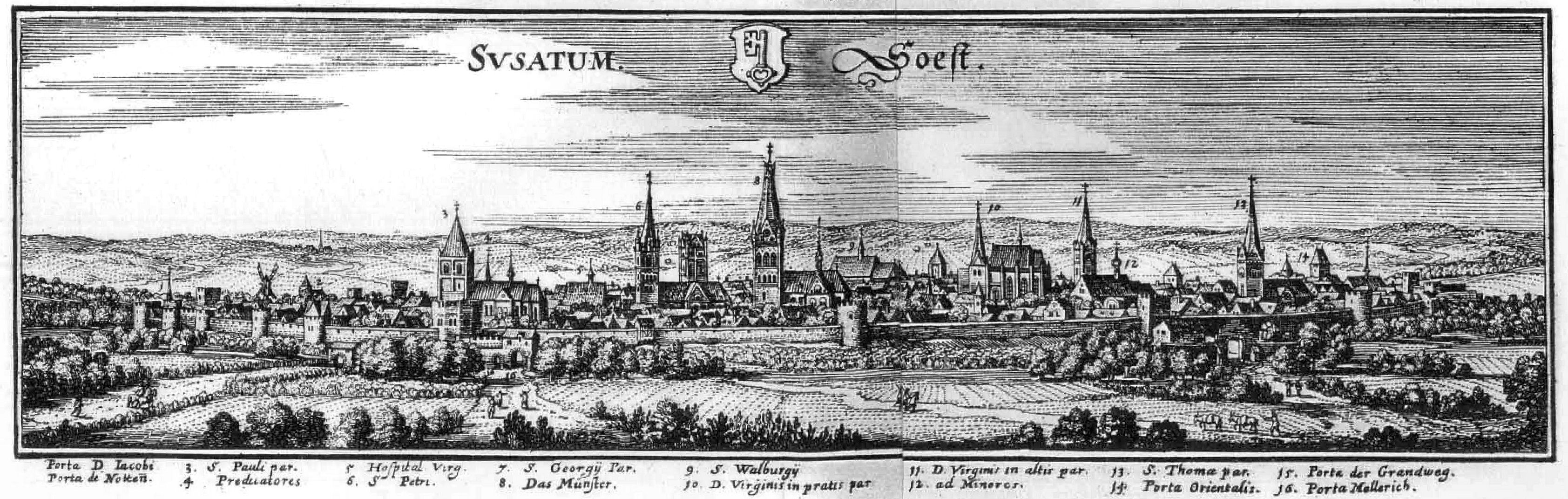
Das 1636 eroberte Soest in der Topographia Westphaliae von Matthäus Merian

Im Januar 1634 wurde Wahl zum Feldmarschallleutnant befördert. Nach der Schlacht bei Nördlingen befahl Maximilian von Bayern ihm die Eroberung von Augsburg, das er nach sieben Monaten Belagerung am 18. März 1635 zur Kapitulation zwang. Danach kehrte Wahl nach Amberg zurück und vertrieb von dort aus die schwedischen Besatzungen aus der Oberpfalz. Nach Beschwerden der Amberger Regierung über die maßlose Bereicherung von Wahls Offizieren rief der bayrische Kurfürst Maximilian ihn am 16. Oktober aus der Oberpfalz ab und sandte ihn im folgenden Jahr nach Westfalen an die Seite des Oberbefehlshabers Johann von Götz, um in dieser Rolle Jost Maximilian von Bronckhorst-Gronsfeld zu ersetzen. Im September eroberten die beiden die Stadt Soest von einer hessen-kasselschen Garnison. In der Folge wurde Wahl zum Feldzeugmeister befördert und am 11. November 1636 in den Reichsgrafenstand erhoben.

### Oberbefehl in Westfalen und der bayerischen Armee
Im Jahr 1637 übernahm Wahl nach Götz’ Abzug den Oberbefehl in Westfalen, hatte aber zu wenige Truppen zur Verfügung, um entscheidend gegen die Truppen Hessen-Kassels unter Peter Melander vorzugehen, die Vechta und Bielefeld erobern und durch die Besetzung des neutralen Ostfrieslands ein sicheres Rückzugsgebiet gewinnen konnten. 1638 wurden viele der bayrischen Truppen nach Süddeutschland gegen das Vordringen Bernhards von Sachsen-Weimar abgezogen. Wahls eigenes Regiment zeichnete sich in der Schlacht bei Rheinfelden aus, in der es unter dem Kommando Johanns von Werth als eines der wenigen dem feindlichen Überraschungsangriff längere Zeit standhalten konnte, aber schließlich zu großen Teilen in Gefangenschaft geriet. Über Wahls eigene Teilnahme an den Schlachten und Belagerungen am Oberrhein ist nichts überliefert.
Anfang 1639 wurde er als Nachfolger des Ende 1638 abgesetzten und verhafteten Götz zum Feldmarschall und Oberkommandanten der bayrischen Truppen ernannt, obwohl Kurfürst Maximilian ihn zu diesem Zeitpunkt aufgrund seiner Kriegsverletzungen nicht mehr ausreichend für den Felddienst tauglich hielt. Da Verhandlungen über den Beitritt Hessen-Kassels zum Prager Frieden scheiterten, entsandte Kurfürst Maximilian auf Wunsch seines Bruders Ferdinands, des Kölner Kurfürsten, Wahl im gleichen Jahr erneut nach Westfalen zum Einsatz gegen die Hessen. Im Mai 1640 zog Wahl nach Detmold, das er in Absprache mit Katharina von Waldeck-Wildungen, der Mutter des jungen Grafen Simon Philipp von Lippe, besetzen und Catharina anstelle von Simons Onkel Johann Bernhard als Regentin einsetzen ließ. Mitte 1640 befehligte Wahl bayrische und kurkölnische Truppen im Verbund mit den Kaiserlichen unter Melchior von Hatzfeldt gegen die Truppen Herzog Georgs von Braunschweig-Lüneburg und Landgräfin Amalies von Hessen-Kassel. Im September überschritt Wahl bei Rinteln die Weser, um die feindlichen Kräfte in deren Rücken zu bedrohen. Lüneburgische Truppen verhinderten durch rechtzeitige Besetzung von Bockenem eine Vereinigung Wahls mit der kaiserlichen Besatzung von Wolfenbüttel. Trotzdem plünderten Wahls Truppen im Gebiet Lüneburgs, bis sie zurückgingen, um Winterquartiere im Bistum Münster zu beziehen.

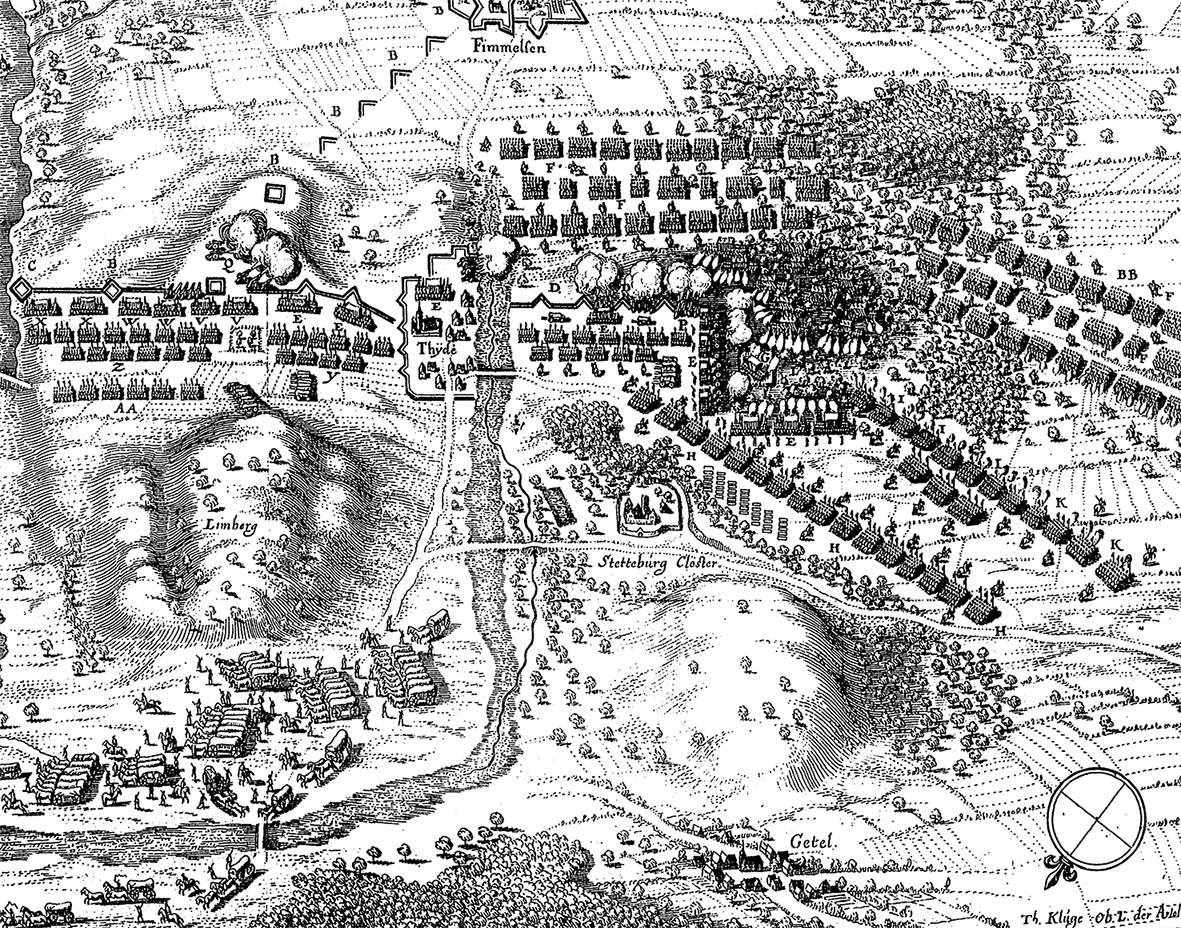
Kupferstich der Belagerung von Wolfenbüttel 1641 im Theatrum Europaeum

Im Frühjahr 1641 wurde Wahl vom bayerischen Kurfürsten aus Westfalen zurückberufen. Im April war er in der Oberpfalz, am 1. Mai übernahm er in Zeitz von Franz von Mercy das Kommando über die bayerischen Truppen bei der kaiserlichen Hauptarmee. Am 29. Juni nahm er an der verlorenen Schlacht bei Wolfenbüttel gegen Schweden und Lüneburger teil. Für die Niederlage machte er Ottavio Piccolomini verantwortlich, den Berater des kaiserlichen Oberbefehlshabers Erzherzog Leopold Wilhelm. Wahl verteidigte Leopold Wilhelm gegen die Kritik Kurfürst Maximilians und sprach sich mit den Worten „Ich vermein, wann wir deutsche Häupter hätten, es sollt’ alles wohl abgehen“ gegen den Einfluss „ausländischer“ Feldherren wie Piccolomini aus. Kaiserlichen und Bayern gelang es im Anschluss durch die Einnahme umliegender Orte wie Osterwieck, Schladen, Hornburg und Liebenburg sowie erfolgreiche Kavalleriegefechte gegen feindliche Einheiten die Gegner Anfang September zum Abbruch der Belagerung Wolfenbüttels zu zwingen. Mit den kriegsmüden Welfenherrschern um August II. von Braunschweig-Wolfenbüttel wurde durch wesentlichen Einsatz von Wahl der Anfang 1642 beschlossene Friede von Goslar ausgehandelt. Den Winter über quartierten sich Wahls Truppen entlang der Unstrut und in der Grafschaft Schwarzburg-Sondershausen ein.
Im März 1642 verließ Wahl die kaiserliche Hauptarmee und ging an den Rhein, um General Hatzfeld gegen Franzosen und Hessen unter Guébriant und Eberstein zu unterstützen, die im Januar bei Kempen kaiserliche Truppen geschlagen und weite Teile des linksrheinischen Kurkölns besetzt hatten. Durch Krankheit aufgehalten, konnte Wahl sich erst im Mai mit Hatzfeldt besprechen. Seine Truppen trafen gerade rechtzeitig ein, um den Feind am 24. Mai zur Aufgabe der Belagerung von Lechenich zu bewegen. Am 12. Juni überquerten Hatzfeldt und Wahl den Rhein und verschanzten ihre Truppen bei Zons. Sie erhielten Unterstützung von den Spaniern unter Francisco de Melo, der nach Wessem an die Maas rückte. Daraufhin zogen Franzosen und Hessen sich von Grevenbroich nach Uerdingen zurück. Gleichzeitig ging auch der mit ihnen verbündete niederländische Statthalter Friedrich Heinrich von Oranien über die Maas und bezog ein Lager bei Rheinberg. Hatzfeldt und Wahl forderten Melo vergeblich zum weiteren Vorrücken auf, der sich damit begnügte, den Oranier und die Franzosen von einer Bedrohung der Spanischen Niederlande abzuhalten. Weil Franzosen und Hessen in gut befestigten Stellungen lagen, blieben Kaiserliche und Bayern bis auf regelmäßige Kavallerieattacken des aus französischer Gefangenschaft entlassenen Johann von Werth den Sommer über untätig und hatten große Schwierigkeiten, auf kleinem Raum ihre Truppen zu versorgen.
Als ihre Gegner Anfang Oktober bei Wesel über den Rhein zurückgingen, überquerte Hatzfeldt weiter südlich ebenfalls den Rhein, um Franken zu decken. Wahl und Werth blieben zurück und eroberten am 29. Oktober nach einwöchiger Belagerung Düren. Die Soldaten Wahls brachen den der Garnison gewährten freien Abzug mit der Begründung, diese hätte geraubten Kirchenornat verheimlicht. Sie holten die abziehenden Soldaten bei Merzenich ein und zwangen sie zum Unterstecken, also sich den eigenen Reihen anzuschließen, was von Hatzfeldt und dem Kölner Kurfürst gerügt wurde. Als Ergebnis der kaiserlichen Niederlage gegen die Schweden bei Breitenfeld Anfang November wurde ein Großteil von Wahls Truppen ebenfalls nach Osten in die Oberpfalz verlegt, um die kaiserliche Armee in Böhmen unterstützen zu können und gegen eine Vereinigung der Schweden und Franzosen gewappnet zu sein.

### Statthalter in Ingolstadt

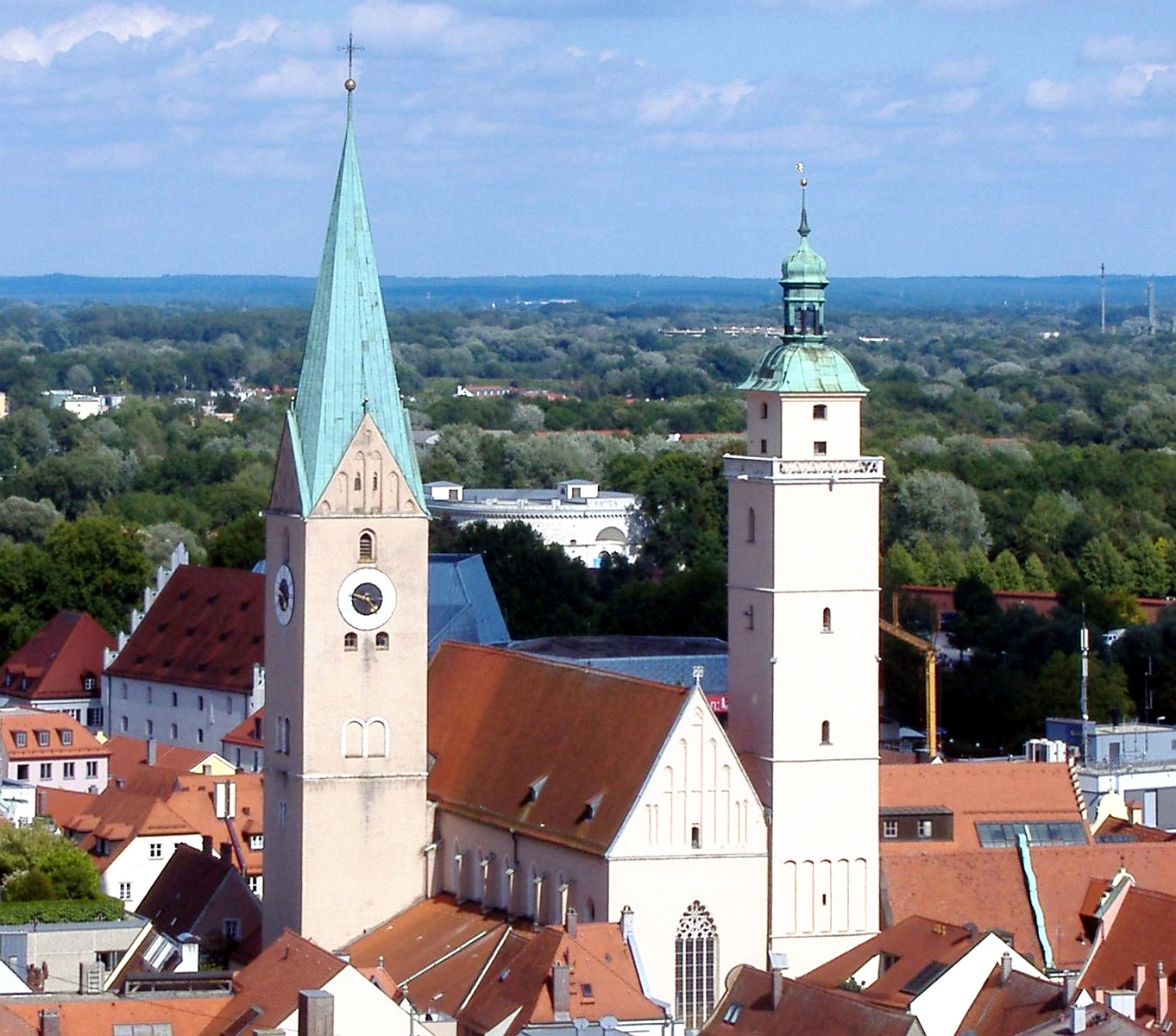
Wahls Grabstätte, die Moritzkirche in Ingolstadt

Im nächsten Jahr wollte ihn Kurfürst Ferdinand von Köln anstelle Hatzfeldts mit dem Generalat über den Westfälischen Reichskreis beauftragen, konnte aber keine Mehrheit der Kreisstände organisieren. Vor allem Herzog Wolfgang Wilhelm von Pfalz-Neuburg in Düsseldorf lehnte einen kurfürstlichen Kandidaten als mögliche Kölner Vormacht im Kreis ab. Wahl kehrte im Mai 1643 ohne neuen Posten vom Kurkölner Hof in Bonn zurück und wurde zum Schutz Kurbayerns in die Oberpfalz gerufen. Aus gesundheitlichen Gründen legte er den Oberbefehl über Bayerns Armee nieder, den Franz von Mercy übernahm. Stattdessen wurde Wahl Statthalter in Ingolstadt, wo er ein Jahr später starb und in der St. Moritzkirche beerdigt wurde.
Seine Grabinschrift trägt den Spruch: „Viator, vis plura? In campo, quantum bello praestare solet dux centimanus, tantum praestitit unimanus.“ Übersetzt lautet er: „Wanderer, willst du noch mehr? Im Felde, soviel der Führer einer Hundertschaft zustande bringt, brachte er allein mit einer Hand zustande.“

## Familie
Am 28. Februar 1639 heiratete Wahl in Prag Esther Juliane von Herzau. Beider Sohn war Ferdinand Franz Albrecht von der Wahl († 1703), der um 1676 die Herrschaft Aurolzmünster im Innviertel erwarb und dort ein prächtiges Schloss errichtete. Der ehemalige Festsaal im obersten Stockwerk von Schloss Aurolzmünster enthält ein Deckengemälde, auf dem der Einzug von Joachim Christian von der Wahl in den Olymp abgebildet ist.
Joachim Christians Bruder Johann Joachim von Wahl (wahrscheinlich * 1604 in Niederröblingen bei Allstedt) blieb Protestant, stand aber ebenfalls in katholischen Diensten und war von 1641 bis 1648 Stadtkommandant von Rheine im Bistum Münster. Bernhard von Poten machte in seinem Eintrag zu Wahl für die Allgemeine Deutsche Biographie im Jahr 1896 aus den Brüdern eine Person. Obwohl sich der Feldmarschall Wahl in Briefen oder anderen Selbstzeugnissen stets Joachim Christian nannte, verwendete bereits 1850 der Freiherr von Schönhueb den vom Bruder entlehnten falschen Vornamen in einer Lebensbeschreibung Wahls, die durch von Poten als Quelle herangezogen wird.